# ハーバート・ドライザイテル
ハーバート・ドライザイテル（Herbert Dreiseitl、1955年 -　）は、ドイツの彫刻家、芸術家、ランドスケープ・アーキテクト、学際的な意味の都市計画家。
1980年にアトリエ・ドライザイテル（Atelier Dreiseitl、現：ランボル・スタジオ・ドライザイテル, Ramboll Studio Dreiseitl）社を設立し、水を意識したその深い理解からインスパイアされた生き生きとした都市のビジョンを示している。
彼のもつ専門的知性は芸術的側面と都市計画における水に関した環境の計画案と実践を組み合わせることである。彼の研究は都市の水文学においては最先端であり、廃棄物や雨水の処理、都市の資源ニーズと自然と人のためのスペースを組み合わせた持続可能なインフラストラクチャーを実現しているとみえられている。持続可能なインフラに関する話題を掘り起こすために、デンマークのランボル･グループ（Ramboll Group）に研究および相談案件に焦点を当てるLiveable Cities Labを設立。彼の豊富な経験は、世界中の都市から多大な要望が募る。
彼は「水を使った景観設計における国際的な先駆者」と言われている。 

## 哲学
ドライザイテルにとってランドスケープ・アーキテクチャーは植物、遊歩道、プランターおよび池というもの以上のものである。彼のアプローチでは、美的要素としてだけでなく、効果的な水管理のインフラストラクチャーを組み込み、重要な生態学的および社会的ツールとしての役割を念頭に置くように設計することにおいて、水とその自然の流れにもっとも注意を集中させる。こうした彼がアプローチするヒューマニスト的な側面、目に見える結果は、同業者によっても認識され、尊敬をうけている。

## 生き方とキャリア
ドライザイテルの哲学は、気候変動や水供給がIMF、世界銀行、アジア開発銀行、 世界政府などの主要機関の議題にも載せられる時点で、時代に迎えられている。
今日の企業が直面している5つのグローバルリスクのうち2つが挙げられる。
ドライザイテルはドイツのウルムでウルム・ウォルドルフ・スクールに通い教育を受けた。そこで彼は芸術家としての訓練を受け、その後イングランド、ノルウェー、ドイツなど各地で修業をした。そしてRudolf Steiner、HugoKukelhaus、Joseph Beuysらの 哲学の影響を強く受けていた。
ドライザイテルは公務員時代に、若い麻薬中毒者のための美術療法プログラムを開始。これは成功し、4年間続けた。 一方で、彼は若者にとって、都市環境が生存能力と公衆衛生にとって非常に重要であると認識していた。そこで彼は都市の状況を改善するために公共スペースに関する仕事をすることに決めた。
彼の最初に担当した主要な公共事業は、視覚障害者のためにランドスケープアーキテクトEppinger + Schmidによってデザインされた、受賞歴のある新しい庭園のための噴水であった。デザインに備え、ドライザイテルは興味のある視覚障害者のグループと定期的に会い、視界なしで世界をどのように体験するのかをよりよく理解していった。
その後自身のスタジオ「アトリエ・ドライザイテル」を創設した後、1981年にスイスのローザンヌにある新郊外の水辺環境に注目するとともに、最初の雨水管理計画に取り組みはじめた。
過去30年にわたり、ベルリンでレンゾ・ピアノによるポツダム広場、ロンドンのノーマン・フォスターによるマクラーレン・テクノロジーセンター、ソーラーシティなど、控えめな水の特徴から大規模な水管理システムまで、オーストリア・リンツに構えるアトリエ・ドライザイテルで数多くのプロジェクトを手がけていった。
2011年、ドライザイテルは、 ハーバード大学デザイン大学院でLoebフェローの任命を受け、このプログラムを担当した数少ない米国人以外の人物の一人となった。ロバート・フェロー（Herbbert）では、水と社会の歴史、外生的な水の安全保障環境の変化、世界の水関連リスクを管理するための設計ツールについて調査した。
2013年4月、ドライザイテルはアトリエ・ドライザイテルとランボル･グループを合併し、現在はデンマークのエンジニアリングコンサルタンシーのLiveable Citiesプログラムを担当している。ドライザイテルは、密集した都市部でも緑と建物を統合することで、世界各地の都市をより弾力性のあるものにする手助けをしている。
近年はシンガポール国立大学客員教授を務め、研究に力を入れている。またランボルの Liveable Cities Labのディレクターとして、現代の都会からの挑戦に対するより良い解決策を提示するため、都市奨励するためのワークショップやパイロットプロジェクトを行っている。

## 受賞
- 2014年プレジデントデザイン賞 - ジュロンエコガーデン（シンガポール）
- 2012年プレジデントデザイン賞 - ビシャンアンモキオ公園（シンガポール）
- 2012 WAF今年の景観Kallang River Bishan - アン・モ・キオ・パーク（シンガポール）
- 米国ウィスコンシン大学ミルウォーキー校の2011年アーバンエッジ賞
- 2011年ハーバード大学デザイン学研究科ロブフェローシップ

## 出版物
- Dreiseitl、H.、Grau、D.（2014）。 水彩画の革新。 デザインメディア、英国。 （ ISBN 988-12-9693-5 ）
- Dreiseitl、H.、Grau、D.、＆Ludwig、Karl H C.（2001）Waterscapes：水で計画、構築、設計する。 スイス、Birkhauser。 （ ISBN 3-7643-6508-0 ）
- Dreiseitl、H. Grau、D.（2005）新しい水景：水を使った計画、構築、設計。 スイス、 Birkhauser。 （ ISBN 3-7643-7476-4 ）
- Dreiseitl、H. Grau、D.（2009）最近の水田：水を使った計画、構築、設計。 スイス、Birkhauser。 （ ISBN 978-3-7643-8984-0 ）
- Dreiseitl、H。Geiger、W. F. Stemplewski、J（2010）。 RegenwasserのためのNeue Wegefurdas Regenwasser。 オルデンブルクインダストリーアーラ。 （ ISBN 3-8356-3178-0 ）

## メンバーシップ
- 会員：建築家会議所(Architektenkammer,NW（L 41 560） - ドイツ建築家協会
- 会員：ASLA - アメリカ造園家協会
- 会員：VBKW - ヴュルテンベルク州ビジュアルアーティスト協会
- 会員：BBK - ビジュアルアーティストの専門家協会
- 加盟：ATV-DVWK - 水管理、排水および廃棄物に関するドイツ連合
- 会員SILA - シンガポールランドスケープアーキテクト協会